# نوبريس
نوبريس مدينة في ولاية ماتو جروسو، في البرازيل. تقع المدينة على بعد 140 كيلومترًا تقريبًا من كويابا على المنحدرات الجنوبية لسرا أزول.
يتم تشجيع السياح على زيارة المنطقة لممراتها المائية الجميلة وكهوفها من الحجر الجيري. تحتوي البلدية على مساحة 12,513 هكتار (30,920 أكر) من كهف بلو لاجون ستيت بارك الذي تم إنشاؤه في عام 199. كما تم استخدام الرواسب الصخرية في المنطقة لدراسة كربونات ما بعد الجليدية. تحتوي البلدية على أكثر من 11,328 هكتار (27,990 أكر) ضمن أغواس قيام محطة كويابا البيئية ، ووحدة للحفاظ على محمية سيرادو الإحيائية.
عدد السكان: 14.938 
العملة المحلية هي الريال.
الديانتان الرئيسيتان هما الروم الكاثوليك والبروتستانت.